# Кук-Чишма
Кук-Чишма — деревня в Мамадышском районе Татарстана. Входит в состав Усалинского сельского поселения.

## География
Находится в центральной части Татарстана, в 56 км к западу от районного центра — города Мамадыш, у речки Берсут.

## История
Известна с 1680 года. 
В XVIII – первой половине XIX века жители относились к сословию государственных крестьян. Их основные занятия в этот период – земледелие и скотоводство.
В «Списке населенных мест по сведениям 1859 года», изданном в 1866 году, населённый пункт упомянут как казённая деревня Кук-Чишма (Ташлык) 1-го стана Мамадышского уезда Казанской губернии. Располагалась при речке Малом Берсуте, по левую сторону Зюрейского торгового тракта, в 45 верстах от уездного города Мамадыша и в 48 верстах от становой квартиры во владельческом селе Кукмор (Таишевский Завод). В деревне, в 32 дворах жили 184 человека (88 мужчин и 96 женщин), была мечеть.
В начале XX века были мечеть, водяная мельница, мелочная лавка. В этот период земельный надел сельской общины составлял 373,5 десятины.
До 1920 года деревня входила в Шеморбашскую волость Мамадышского уезда Казанской губернии. С 1920 года в составе Мамадышского кантона ТАССР. С 10 августа 1930 года в Мамадышском, с 10 февраля 1935 года в Кзыл-Юлдузском, с 26 марта 1959 года в Мамадышском районах.
В 1930 году образован колхоз. В 1993 году вместе с селом Верхний Берсут деревня становится подсобным хозяйством открытого акционерного общества «Усалиагрохимсервис».

## Население
| 1782 | 1859 | 1897 | 1908 | 1920 | 1926 | 1938 | 1949 | 1958 | 1970 | 1979 | 1989 | 2002 | 2010 | 2017 |
| ---- | ---- | ---- | ---- | ---- | ---- | ---- | ---- | ---- | ---- | ---- | ---- | ---- | ---- | ---- |
| 18   | 184  | 319  | 342  | 343  | 339  | 319  | 406  | 230  | 179  | 144  | 72   | 31   | 15   | 11   |

Национальный состав села — татары.

## Экономика
Полеводство, молочное скотоводство.